# Maruina pennaki
Maruina pennaki är en tvåvingeart som beskrevs av Vaillant 1963. Maruina pennaki ingår i släktet Maruina och familjen fjärilsmyggor.
Artens utbredningsområde är Colorado. Inga underarter finns listade i Catalogue of Life.